# František Mašek (malíř)

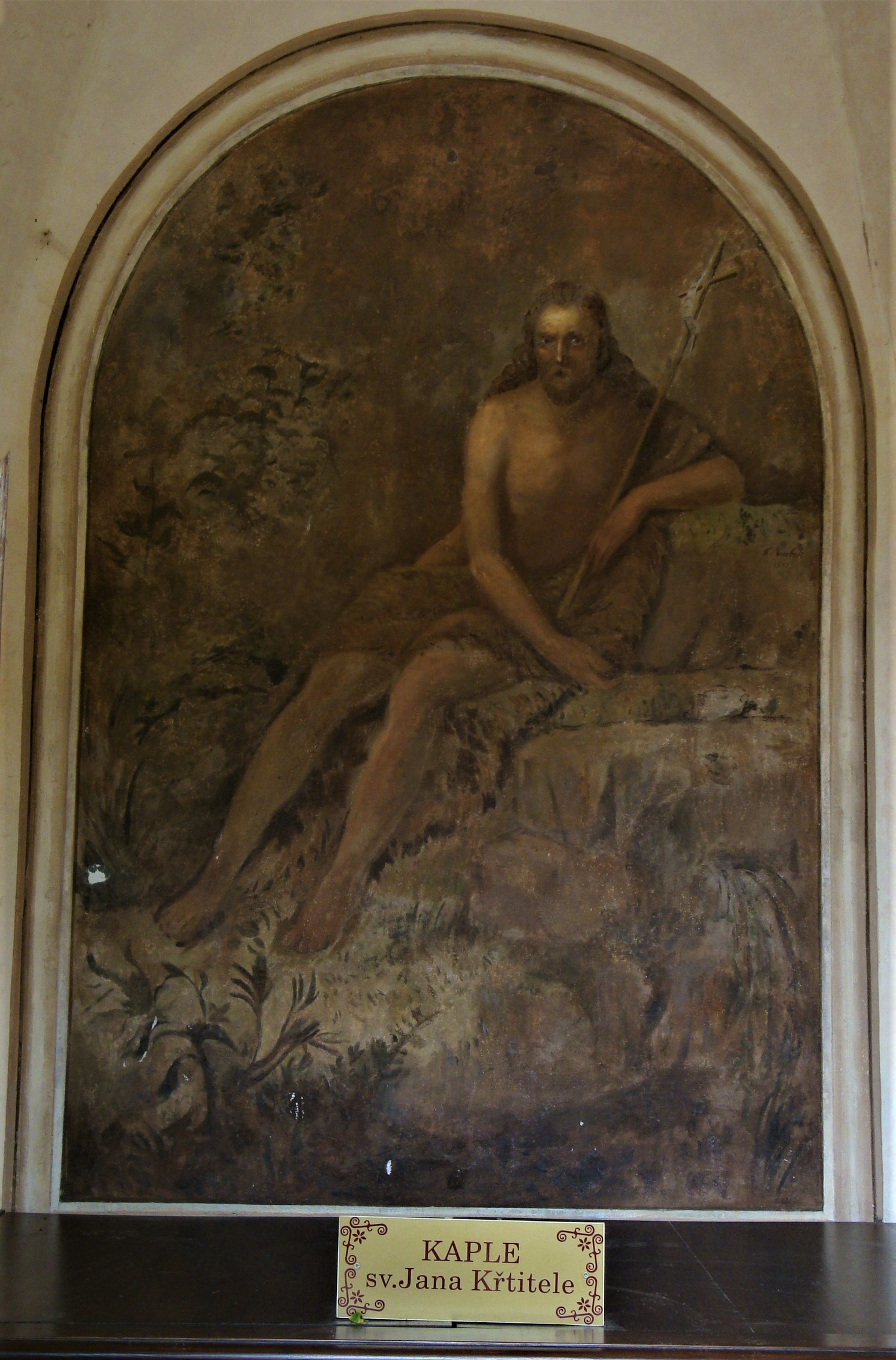
Hrad Valdštejn, František Mašek: Sv. Jan Křtitel (2012, stav před restaurováním)

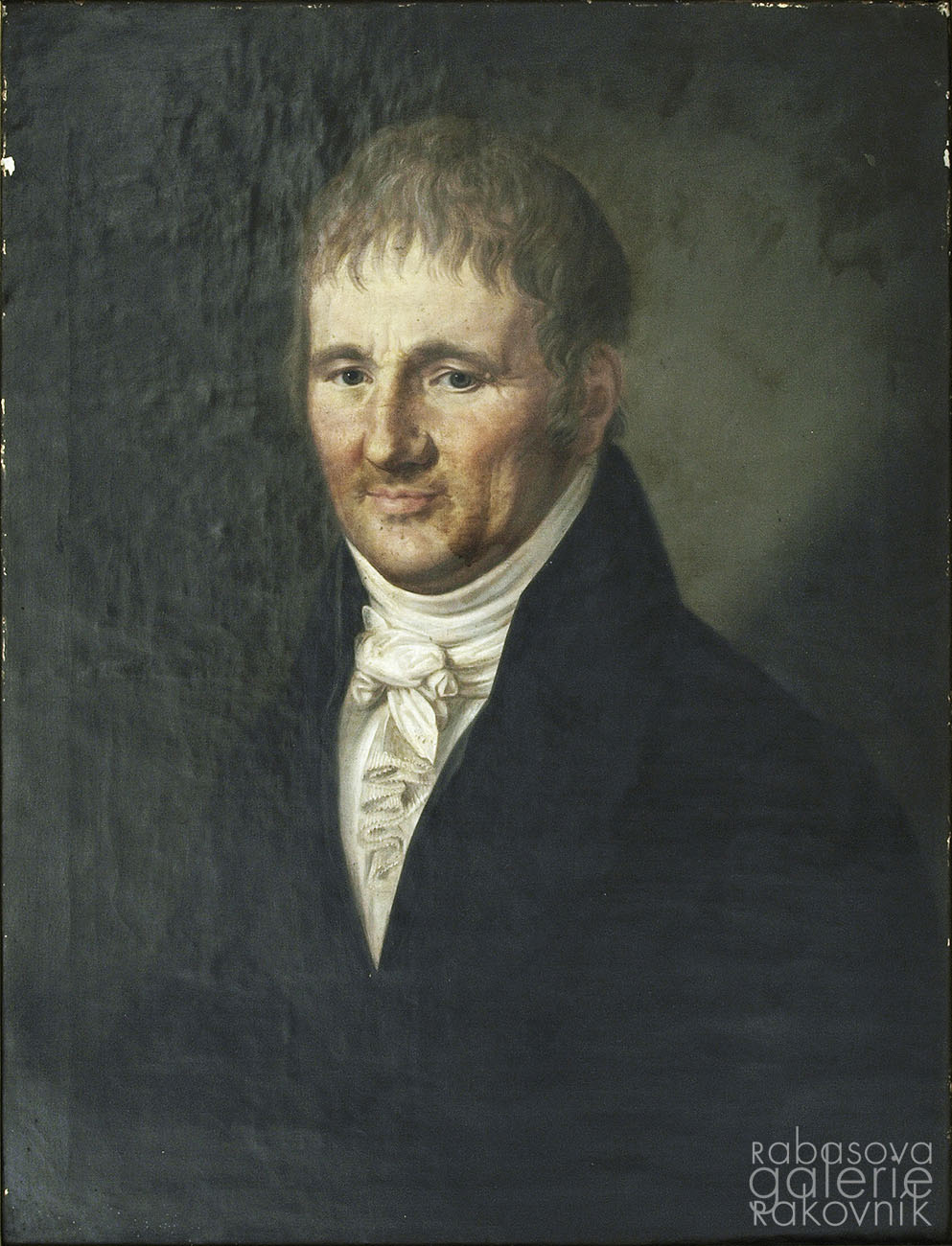
František Mašek: Matěj Kalina z Jäthesteina (kopie dle A. Machka, Rabasova galerie Rakovník)

František Mašek, psán též Franz Maschek (15. července 1797 Kutná Hora – 23. března 1862 Litoměřice), byl český malíř. Je znám jako autor jedné z údajných podobizen Karla Hynka Máchy.

## Život
Narodil se v rodině kutnohorského měšťana Františka Maška a jeho manželky Ludmily, rozené Neumannové. V mládí byl kadetem c. a k. jízdy, po ukončení vojenské dráhy vstoupil na pražskou Akademii, kde se specializoval na portrétní umění. Na začátku 19. století cestoval po Evropě, delší dobu pobýval v Paříži a v Londýně, posléze se usadil v Praze a působil jako portrétista.
Zemřel v Litoměřicích, kde pobýval u své provdané dcery. Je pochován v Litoměřicích, nedaleko hrobu Karla Hynka Máchy.

### Rodinný život
František Mašek byl ženat od roku 1818 s Elisabeth Stursovou (*1805), dcerou pražského obchodníka.

## Dílo
Byl znám především jako portrétista. Je přiřazován po bok nejvýznamnějšího portrétisty své doby Antonína Machka. Též byl autorem miniatur, experimentoval s enkaustikou a kopíroval díla evropských mistrů.

### Údajný portrét Karla Hynka Máchy
V roce 1837 vytvořil František Mašek nástěnnou malbu svatého Jana Křtitele pro kapli tohoto světce na hradu Valdštejn. Obraz byl považován za možný portrét Karla Hynka Máchy, i když byl malován až rok po básníkově smrti. Máchova nevěsta a matka jeho dítěte Lori Šomková popřela, že byl Maškův obraz Máchovi podobný. Obraz byl vícekrát zrestaurován, naposledy v roce 2017.